# Болгарський національний одяг

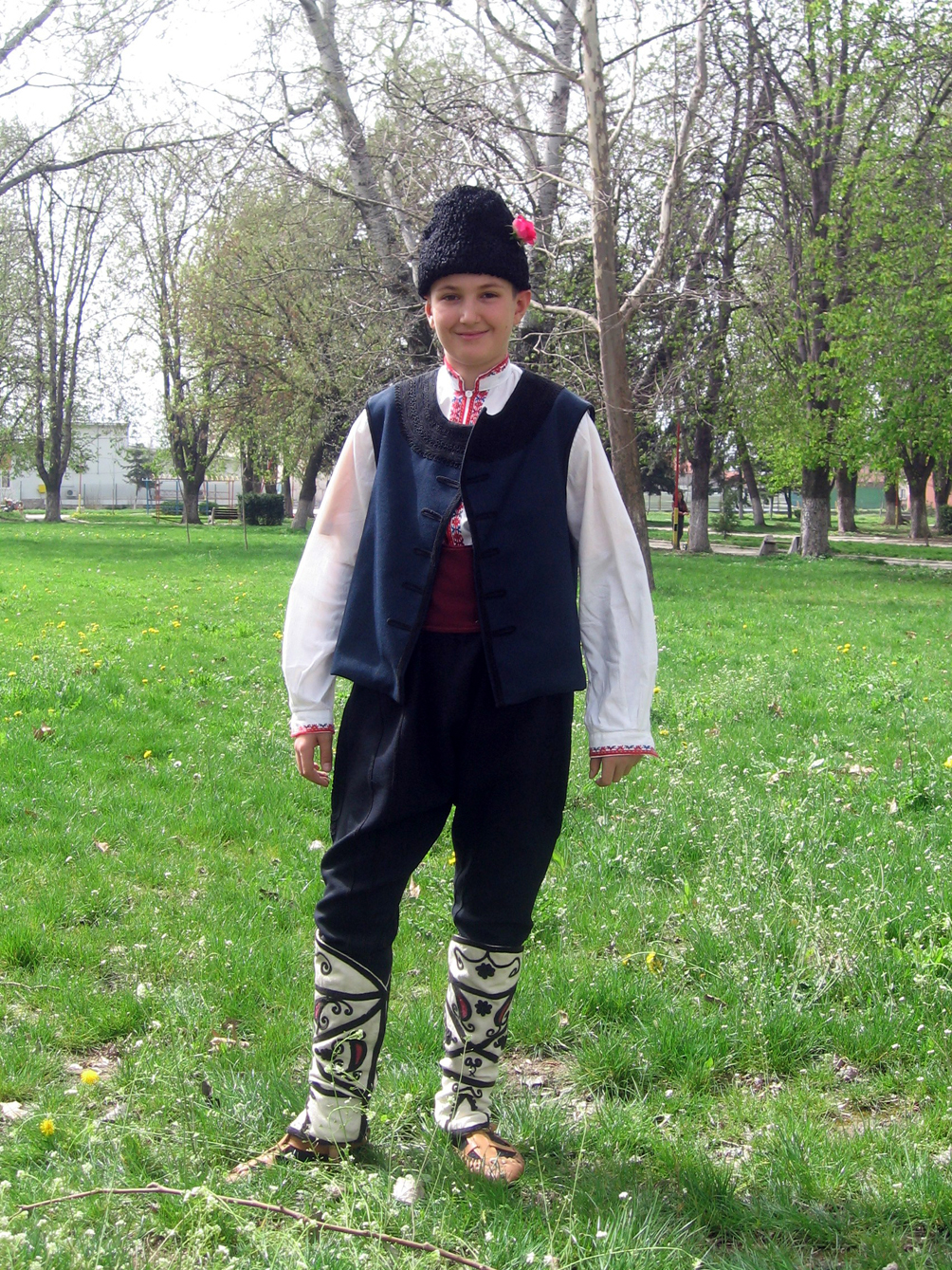
Чорний одяг для хлопчика з села Габра, Софійський район

Болгарським традиційним костюмом називається народний одяг болгар від епохи Відродження аж до середини 20-го століття, в тому числі аж до наших днів. Він відображає специфіку, традиційну культуру і побут болгарського народу.

## Історія
На думку етнографів, його витоки в основному слов'янські, але містять елементи одягу фракійців і булгарів, а також одяг народів, з якими співіснували болгари — турки, греки, албанці і влахи . За своєю природою костюм — це повсякденний робочий одяг, який за допомогою художнього оформлення набуває святкового вигляду. Відрізняється своєю винятковою практичністю в трудовій діяльності, традиційних обрядах і святах. Вбрання чоловіче і жіноче, святкове і повсякденне в кожному з болгарських етнографічних районів відрізняється своєю специфікою і самобутністю. Після звільнення в 1878 році відбулися значні зміни під впливом міського одягу. Сьогодні костюми використовуються в художній самодіяльності, деякі художні елементи — у прикладному мистецтві, ремеслах і рідше в сучасному одязі.

## Класифікація
Болгарський національний одяг класифікується відповідно до того, носить його чоловік чи жінка та за географічним розташуванням.
- Добруджанський народний костюм
- Родопський народний костюм
- Македонський народний костюм
- Північний народний костюм
- Странджанський народний костюм
- Фракійський народний костюм
- Шопський народний костюм

## Галерея

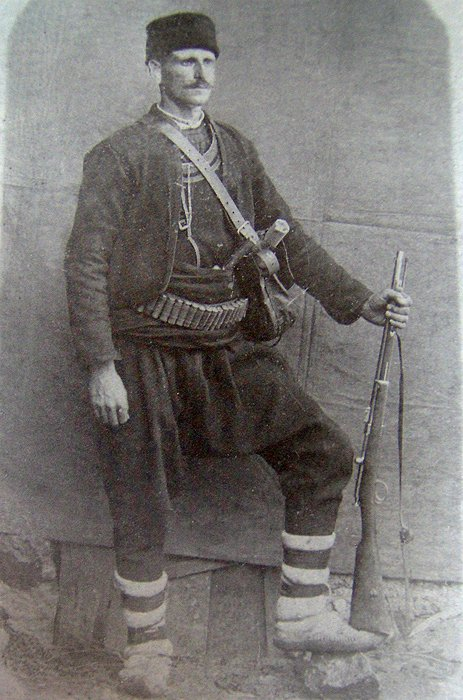
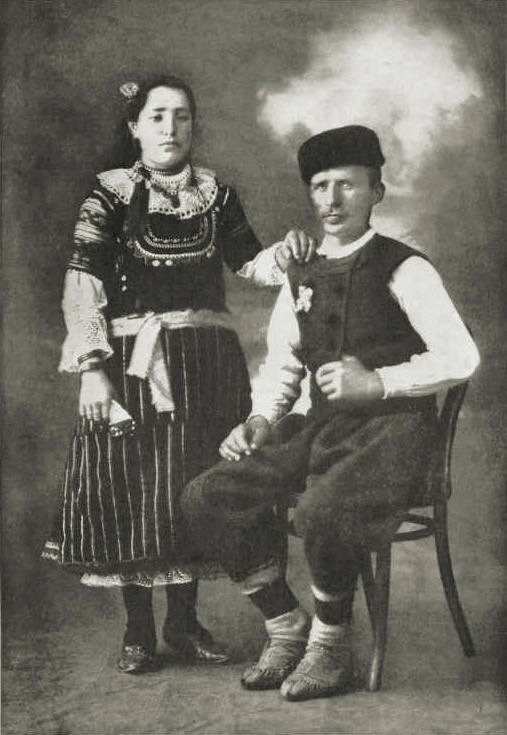
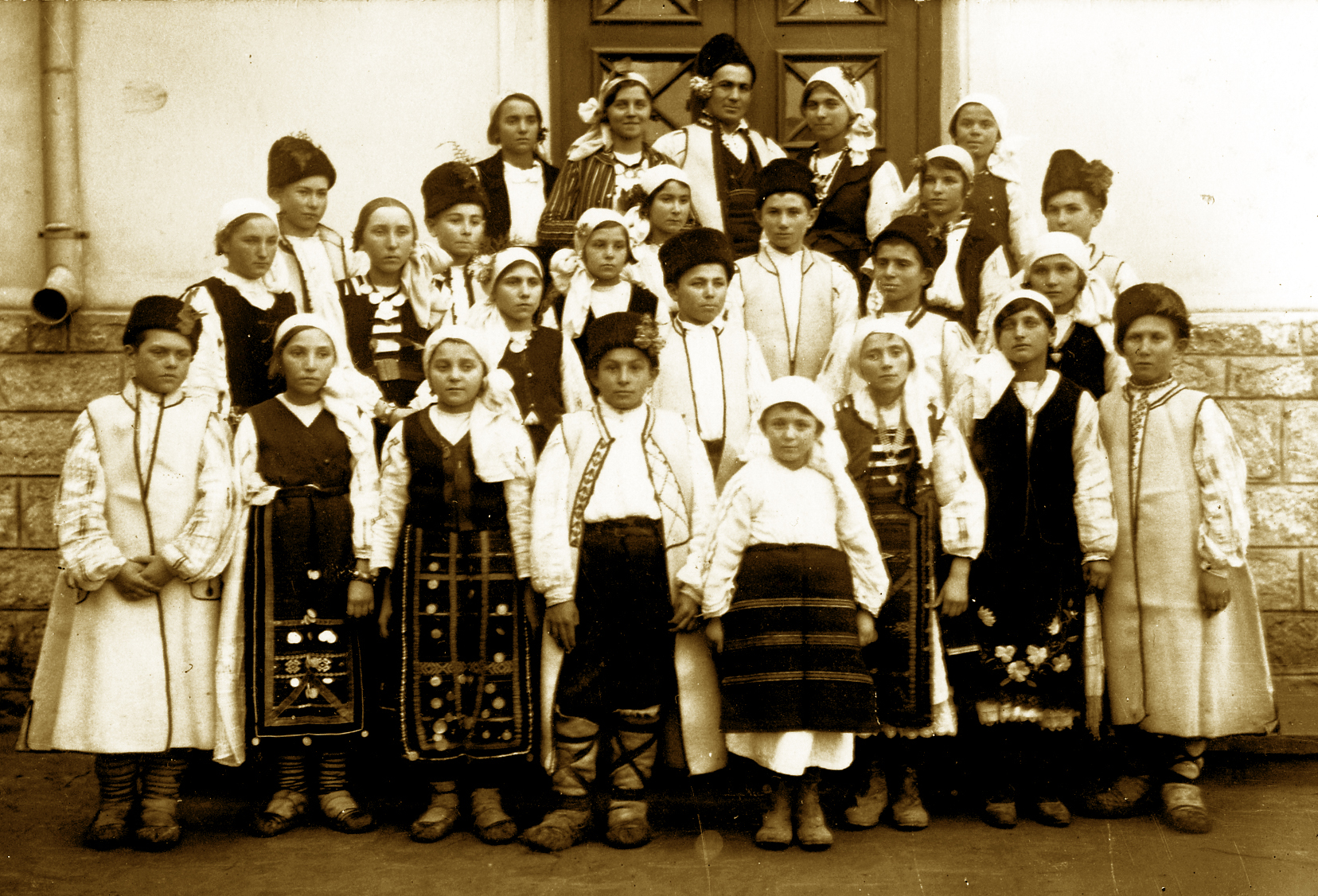
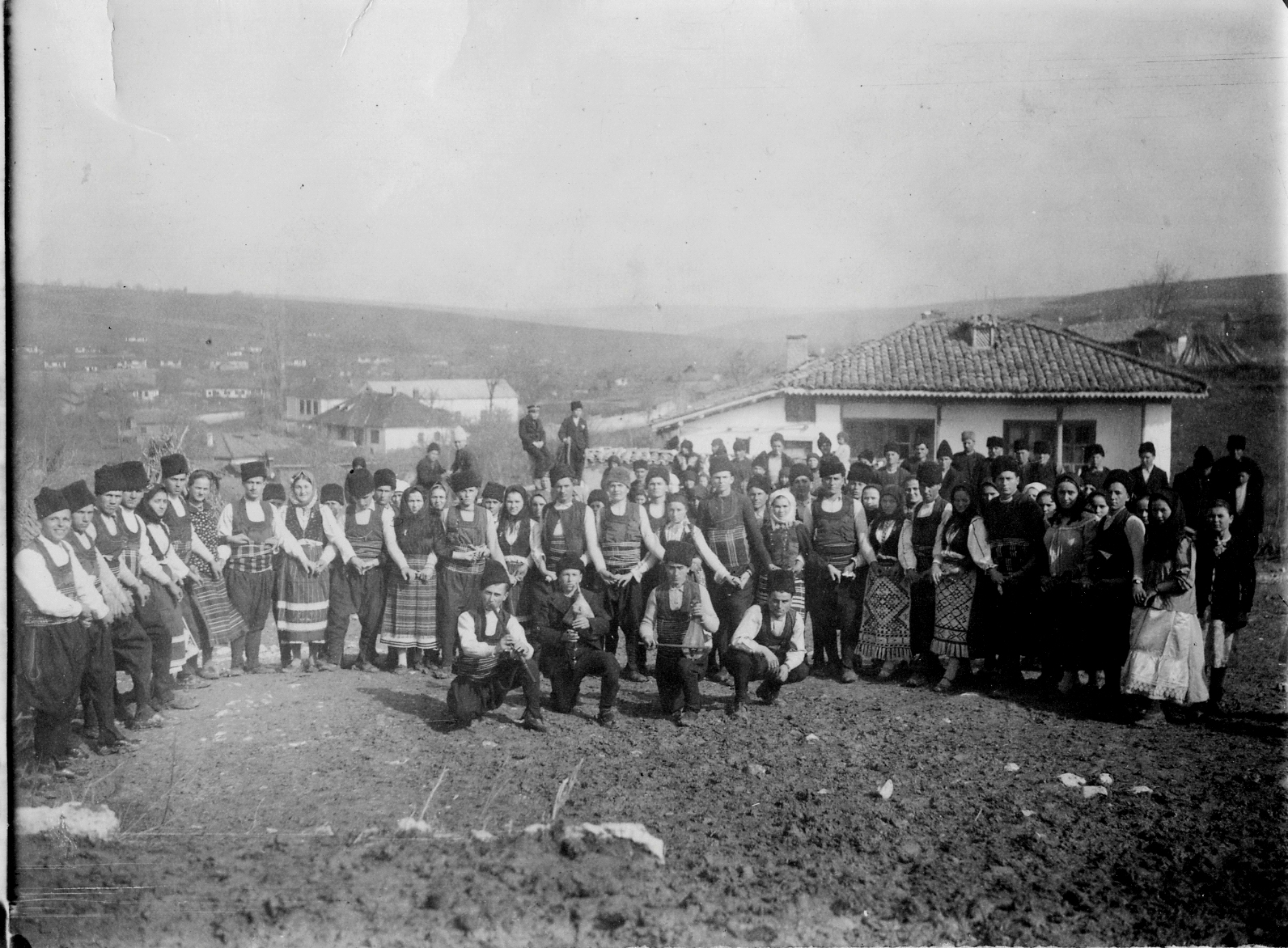
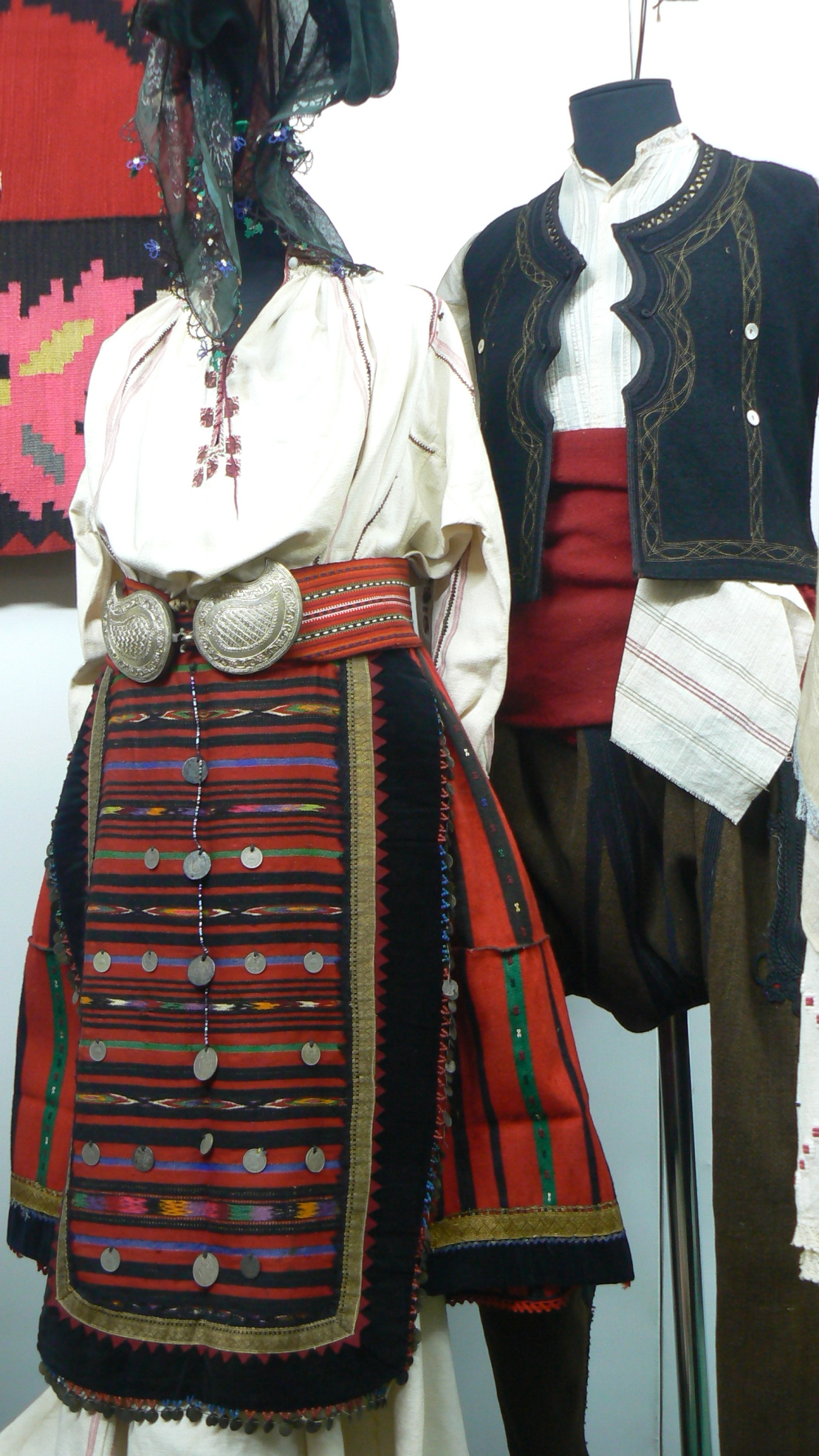
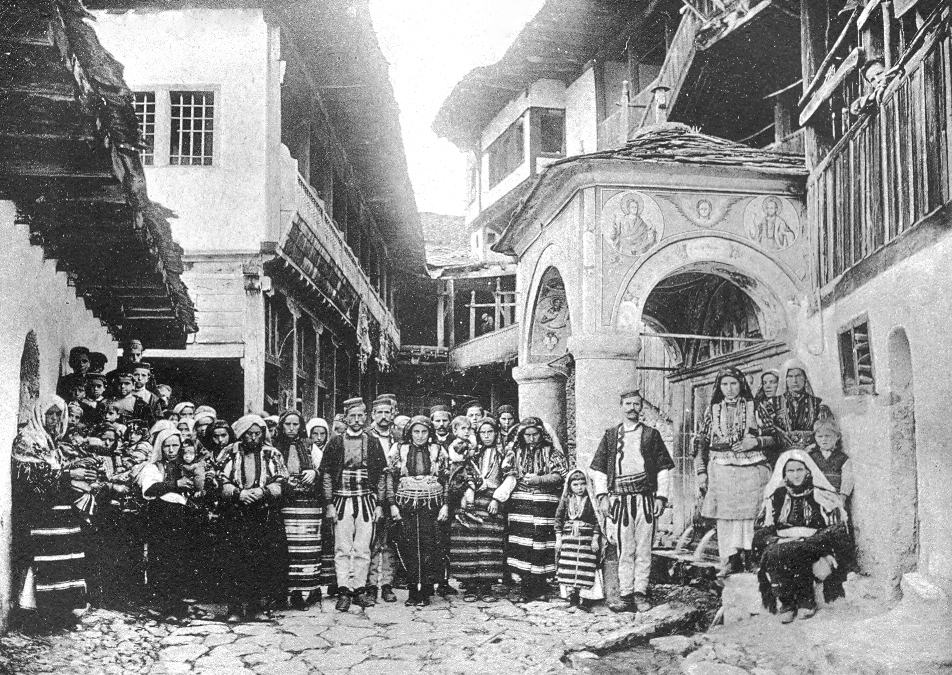
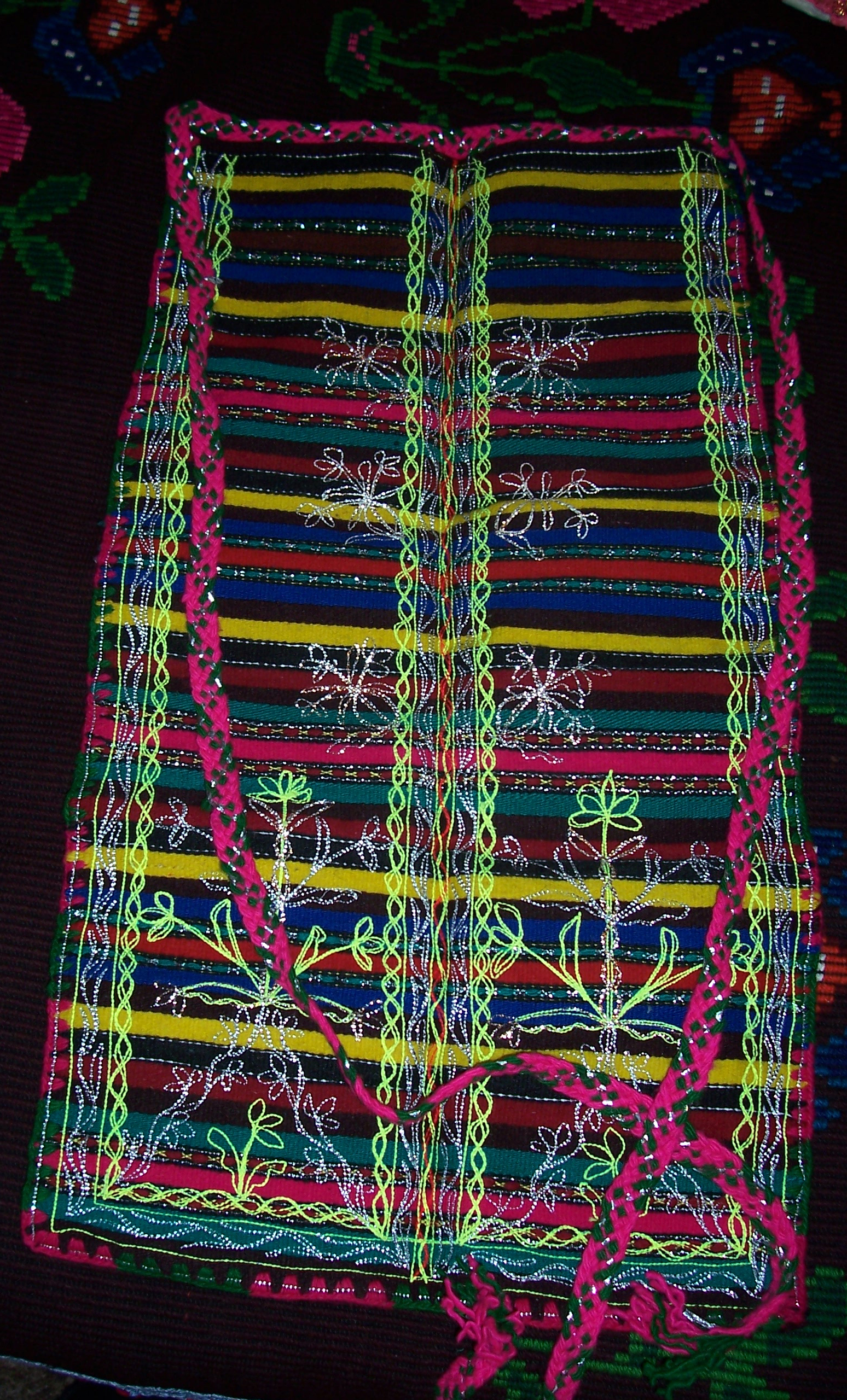
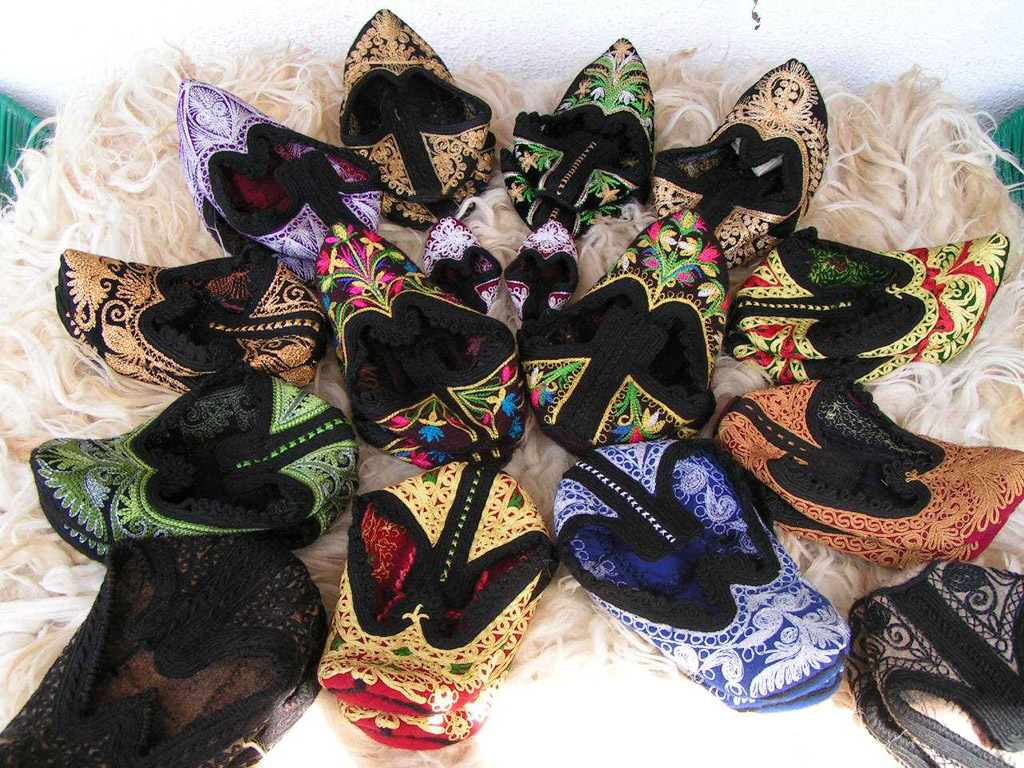
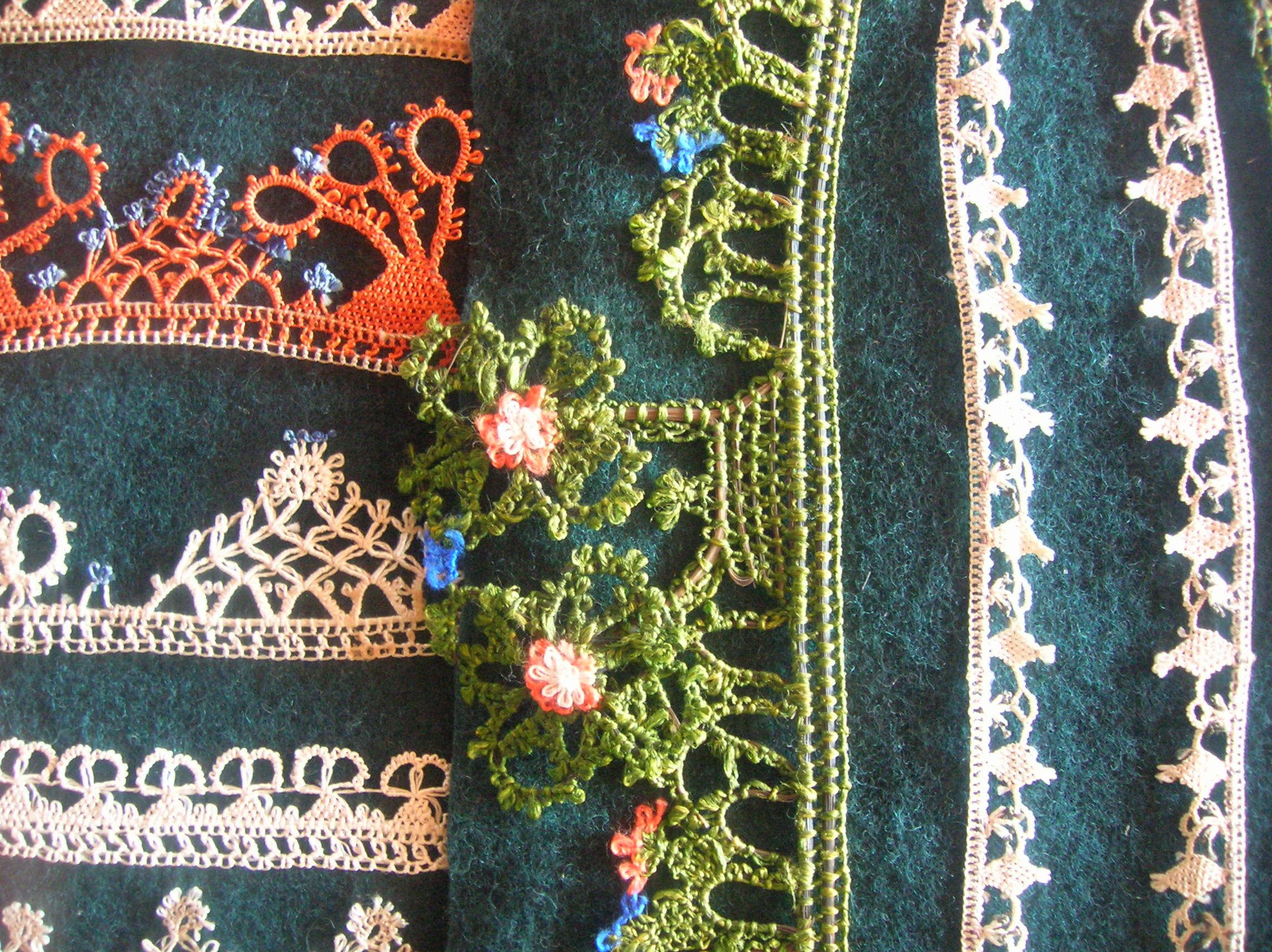